# Ligidium sichuanense
Ligidium sichuanense är en kräftdjursart som beskrevs av Nunomura 2002. Ligidium sichuanense ingår i släktet Ligidium och familjen gisselgråsuggor. Inga underarter finns listade i Catalogue of Life.